# Цоліка
Цоліка (рум. Ţolica) — село в Кантемірському районі Молдови. Входить до складу комуни з адміністративним центром у селі Енікьой. 
Населення — 383 чоловік (2004).